# Garden of Eden
Garden of Eden è un film del 1954, diretto da Max Nosseck. Questa pellicola appartiene a un filone cinematografico in voga all'epoca avente come tema principale il naturismo.
Questo film segnò il debutto cinematografico dell'attore R.G. Armstrong.

## Trama
Jay Randolph Lattimore, un uomo d'affari della costa orientale statunitense, discute con il suo avvocato e un socio di un avvenimento recente che ha cambiato completamente la sua personalità. Susan, la vedova di suo figlio Tom, morto in guerra, non vuole più dipendere da lui e vuole trasferirsi a Miami (dove spera di riprendere la sua carriera di modella) con la sua figlia di sei anni, Joan.
A causa di una deviazione dell'autostrada alla periferia di Tampa, la macchina finisce per guastarsi in un'area remota, ma per fortuna passa di lì un altro autista, Johnny Patterson, che si offre di ripararla. Quando si rende conto che serve un meccanico, egli invita Susan e Joan a riposare nel Garden of Eden, un luogo di vacanze lì vicino, finché non sarà disponibile un ferramenta. Dopo averle condotte in una delle abitazioni del luogo, Johnny va a far aggiustare l'auto, ma si dimentica di dire a Susan e Joan che ora loro si trovano in un villaggio per nudisti.
Nel frattempo, l'auto abbandonata è stata trovata da un'unita della pattuglia delle autostrade e Lattimore ne viene informato. Dopo essersi svegliata, Susan si alza e nell'affacciarsi dalla finestra si sorprende di trovarsi in mezzo ai nudisti. Quando Johnny torna per spiegare che sta facendo riparare la macchina, Susan gli dice che vuole rimanere nella sua stanza finché l'auto non sarà aggiustata perché non si sente a suo agio. Inoltre, Johnny rivela che lavora come attore presso il teatro del villaggio.
Dopo un giro in motoscafo presso il lago del villaggio, Susan si addormenta e sogna di spogliarsi di tutti gli abiti e di nuotare nuda nel lago. Dopo essersi svegliata, Johnny arriva con delle novità sulla macchina e le dice che quella sera il regista, interessatosi delle capacità recitative di lei, li avrebbe voluti per recitare insieme una scena dal Romeo e Giulietta di Shakespeare. 
Dato l'orario serale i residenti indossano dei vestiti e in quel momento arriva Lattimore, che vuole riportare a casa Joan. Tuttavia, alcuni membri gli suggeriscono di riposarsi in quanto è stanco e arrabbiato e di rinviare i discorsi al mattino seguente. La mattina successiva, non sapendo di trovarsi in un villaggio di nudisti, Lattimore lascia la sua cabina per fare una passeggiata e incontra il regista, rimanendo scioccato quando questo va a nuotare nudo. 
Lattimore telefona al suo avvocato chiedendogli di prendere delle azioni legali contro Susan e Joan, ma questi rifiuta perché anche lui è un nudista. In seguito, Lattimore incontra Johnny e si scusa per il suo comportamento della notte prima. Dopo aver girovagato per il campo ed essersi reso conto di come la gente si trovi bene, egli comincia ad interessarsi al naturismo e alla fine deciderà di diventare un membro del resort. In seguito, si scuserà con Susan per il comportamento mostrato in precedenza nei suoi confronti. Alla fine, Susan e Johnny si sposeranno e Jay Randolph Lattimore deciderà di donare una palestra al Garden of Eden.

## Produzione
Il film venne girato con un bilancio di 300.000 dollari. Il film venne coprodotto da Walter Bibo and Norval E. Packwood. Per le scene all'aperto ambientate nel Garden of Eden (nome inglese del giardino dell'Eden) venne utilizzato il Lake Como Family Nudist Resort a Lutz, in Florida. Per il ruolo della figlia della protagonista Susan Latimore, Joan, venne scelta Karen Sue Trent, che in seguito avrebbe interpretato il ruolo di Penny Woods nella serie televisiva Il carissimo Billy (Leave It to Beaver).

## Distribuzione
La pellicola venne proiettata per la prima volta a Los Angeles il 1 settembre 1954.

## Accoglienza
Alla fine degli anni Cinquanta, il film divenne il fulcro di una causa giudiziaria, chiamata Excelsior Pictures vs. New York Board of Regents. Alla fine la corte d'appello dello stato di New York stabilì che la nudità presente nelle scene non era oscena. Questo film segnò un punto di svolta nell'accettazione della nudità sul grande schermo negli Stati Uniti, in un'epoca nella quale era ancora presente il codice Hays. Negli anni a venire, infatti, si sarebbe diffuso un vero e genere cinematografico di storie ambientate nei campi per nudisti, spesso con attori non professionisti (come nella pellicola del 1961 Nude on the Moon di Doris Wishman).